# Kitten
Marci «Kitten» Scott-Wilson  (Los Ángeles, California; 12 de junio de 1975) es una ex actriz pornográfica y fisioculturista estadounidense. Comenzó en la industria del porno en el año 1996 con 21 años.